# Бураєво
Бура́єво (рос. Бураево, башк. Борай) — село, центр Бураєвського району Башкортостану, Росія. Адміністративний центр Бураєвської сільської ради.
Населення — 9522 особи (2010; 8946 у 2002).
Національний склад:
- башкири — 85 %